# Francis Russell, Marquess of Tavistock

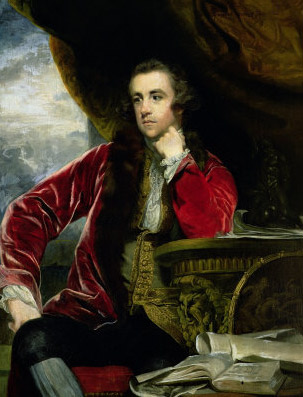
Francis Russell, Marquess of Tavistock

Francis Russell, Marquess of Tavistock (* 27. September 1739; † 22. März 1767) war ein britischer Adliger und Politiker.

## Leben
Er war der älteste überlebende Sohn des John Russell, 4. Duke of Bedford (1710–1771), aus dessen zweiter Ehe mit Lady Gertrude Leveson-Gower (1715–1794), Tochter des John Leveson-Gower, 1. Earl Gower. Als Heir apparent seines Vaters führte er seit Geburt den Höflichkeitstitel Marquess of Tavistock. Er besuchte ab 1749 die Westminster School und studierte von 1757 bis 1759 am Trinity College der Universität Cambridge.
1759 wurde er zum Colonel des Miliz-Regiments von Bedfordshire ernannt. Von 1759 bis 1760 war er als Abgeordneter für Armagh Mitglied des irischen House of Commons sowie von 1761 bis 1767 als Knight of the Shire für Bedfordshire Mitglied des britischen House of Commons. Er gehörte der Partei der Whigs an.
Am 8. Juni 1764 heiratete er Lady Elizabeth Keppel (1739–1768), Tochter des Willem van Keppel, 2. Earl of Albemarle. Mit ihr hatte er drei Kinder:
- Francis Russell, 5. Duke of Bedford (1765–1802);
- John Russell, 6. Duke of Bedford (1766–1839), ⚭ (1) 1786 Hon. Georgiana Elizabeth Byng, Tochter des George Byng, 4. Viscount Torrington,  ⚭ (2) 1803 Lady Georgiana Gordon, Tochter des Alexander Gordon, 4. Duke of Gordon;
- Lord William Russell (1767–1840), ⚭ 1789 Lady Charlotte Anne Villiers, Tochter des George Villiers, 4. Earl of Jersey.

Er starb im März 1767 im Alter von 27 Jahren in Folge eines Sturzes vom Pferd. Da er vor seinem Vater starb, erbte erst sein minderjähriger ältester Sohn 1770 dessen Adelstitel als 5. Duke of Bedford.